# 北朝鮮によるミサイル発射実験 (2016年)
2016年の北朝鮮によるミサイル発射実験（2016ねんのきたちょうせんによるミサイルはっしゃじっけん）とは、平壌時間2016年2月7日9時01分ごろ（UTC+8:30）に、北朝鮮が人工衛星打ち上げ用ロケット「光明星」と称する飛翔体を南方に向けて発射した事象を、弾道ミサイルの発射実験と見なしたもの。本記事においては打上げられた衛星についても記述する。

## 概要
平壌時間（UTC+8:30）2016年2月7日9時31分頃、北朝鮮北西部の平安北道の東倉里にある西海衛星発射場において、地球観測衛星光明星4号のロケット打ち上げと称して「光明星」と呼ぶ飛翔体を南に向けて発射した。飛翔体は沖縄県上空を通過して、飛翔体の一部が宇宙空間で軌道に乗ったと見られている。
北朝鮮は2月2日に、国際機関に対して、打ち上げ期間を8日-25日の間で日本時間の午前7時30分-午後0時30分の間に｢衛星を打ち上げる｣とし、落下予告区域を事前に通知していたが、6日には打ち上げ期間を7日-14日の間に変更しており、朝鮮半島の緊張を高めるとして、アメリカ・韓国・日本・中国は弾頭ミサイル発射を自制するように求めていた。
今回発射した飛翔体「光明星」は、国際機関に事前に通知していた落下予告区域が前回の銀河3号の発射の時とほぼ同じであるが、射程が前回発射での推定10,000 kmを超える推定12,000-13,000 kmとの見方を示しており、銀河3号と同級か銀河3号と同じくテポドン2号改良型とみられている。今回の発射では、飛翔体の破壊処置は行われなかった。
北朝鮮は「人工衛星の打ち上げに成功した」と述べているものの、国際電気通信連合（ITU）は、人工衛星から発する電波ビーコンが受信できないと、公式に発表している。ただし、何らかの物体が地球上の極軌道を周回している事は、北アメリカ航空宇宙防衛司令部（NORAD）が確認。
この物体は2023年においてもなお飛行を続けているものと見られている。

## 影響
- 日本 - 沖縄都市モノレール（ゆいレール）において、全国瞬時警報システム（Jアラート）が稼働したため、数分間運転を見合わせた[7]。またこの発射により、フジテレビ等一部フジテレビ系列局で放送されていた『ONE PIECE』（第729話）が、放送開始後まもなくこれに伴う緊急報道特番が組まれたため中断され、一週延期となった。なお、これにより遅れネット局は遅れ日数が縮小された。

## 各国の対応
- アメリカ合衆国 - THAADミサイルを韓国と北朝鮮の軍事境界線付近に配備する方針[8]。ダニエル・ラッセル国務次官補は「北朝鮮が核・ミサイル開発を続ける限り、国際経済の枠組みには参加できない」と述べた[9]。
- 韓国 - 7日、韓民求国防長官が日本の中谷元防衛大臣と電話会談を行った[10]。9日、朴槿恵大統領が日本の安倍晋三内閣総理大臣及びアメリカのバラク・オバマ大統領と電話会談を行った[11]。11日、北朝鮮と共同運営してきた開城工業団地からの撤退を始めた[12]。
- 日本 - 1月28日、中谷が25日を期限とする破壊措置命令を出し、航空自衛隊が石垣島にPAC-3を配備して、迎撃体制を採っていたが、北朝鮮が発射後国際機関に行っていた通告を解除したことから、中谷は8日に命令を解除した[13][14]。

解除当日には、衆議院が本会議で北朝鮮への抗議決議を全会一致で採択した。決議は北朝鮮に対し、弾道ミサイルの開発を直ちに断念するよう強く求めると共に、日本国政府に対し独自の制裁措置を採ることを求める内容となっており、これを受けて安倍は「我が国独自の措置の具体的内容の検討を速やかに進め、毅然かつ断固とした措置をとっていく」などと述べた。また、朝鮮学校に補助金を出している自治体に対し、中止を求める通知を出す方向で検討に入った。
制裁措置の1つに「北朝鮮籍人物の日本入国禁止」があるが、「文化やスポーツは以前から切り離してきた」とし、2月末から大阪府で開かれるサッカー女子リオデジャネイロ五輪アジア最終予選で、北朝鮮代表の日本への入国を、例外的に認めることとした。
また、在日本大韓民国民団（民団）の関係者ら15人が、千代田区富士見にある在日本朝鮮人総連合会（朝鮮総連）本部前で「北朝鮮はミサイル開発を中止しろ」などと抗議の声を上げた。
- 国際連合 - 7日、安全保障理事会が非公開の緊急会合を開き、「安保理決議に対する重大な違反だ」「たとえ人工衛星の打ち上げと主張していても、核兵器運搬システムの開発に役立つロケット発射の実施は重大な違反」などと北朝鮮を非難した[19]。

## 北朝鮮の反発
- 祖国平和統一委員会は11日、以下の声明を発表した[20][21]。
  - 17時（UST＋8時間30分）迄に、開城工業団地に滞在する韓国人全員を追放する。
  - 北朝鮮側の労働者も撤収させる。
  - 韓国側の企業と関係機関の設備、物資、製品をはじめとする全ての資産を凍結する。
  - 追放対象者による韓国側への私物以外の物資持ち出しを禁止する。
  - 製品などは北朝鮮の開城市人民委員会が管理する。
  - 開城工業団地と隣接する軍事境界線を全面封鎖し、韓国側と結ぶ南北管理区域の陸路を遮断し、開城工団地区を閉鎖して軍事統制区域にする。
  - 南北の軍事連絡通信と板門店の連絡通路を閉鎖する。
- 北朝鮮は12日、拉致問題の特別調査委員会の解体を宣言した[22]。
- 朝鮮総連は、日本政府が独自制裁の強化を決めたことについて「北朝鮮の脅威を煽り、在日朝鮮人の生活を不当に規制する暴挙だ」と非難するとともに、「拉致被害者などの再調査を約束した2014年の日朝政府間合意を一方的に破棄する行為であり、今後の動きに影響を与える」との見方を示した[23]。

## 呼称について
今回の発射実験については、北朝鮮側は一貫して「非軍事目的の衛星の打ち上げである」と主張していることや、実際に衛星軌道にペイロードの投入に成功していることなどから、「ミサイル発射実験」ではなく「人工衛星用ロケット打ち上げ」と表記すべきではないかという意見がある。実際日本の政党でも社会民主党は、今回の発射実験に対する談話を「ロケット」表記で発表している。
ただロケットと弾道ミサイルの打ち上げには技術面においてほぼ違いがないこと、また北朝鮮は国連決議において「長距離弾道ミサイル技術を使う全ての発射」を禁止されていること、国によってはロケットとミサイルを言葉として区別していないところもあることなどから、そもそもそのような表記の問題について論争すること自体が無意味であるという意見もある。
なお本件を含め、北朝鮮は2016年に合計35発の飛翔体を発射している。

## 衛星
人工衛星は、通信が途絶えて機能を果たしていないものの、2016年5月に国際連合宇宙局に地球観測衛星として登録された。